# Ciclabilità
La ciclabilità è il grado di facilità della circolazione delle biciclette. Un maggior grado di ciclabilità nelle città è correlato, tra le altre cose, a benefici per la salute delle persone, minori livelli di inquinamento atmosferico e acustico, miglioramento della fluidità del traffico o una maggiore produttività.

## Fattori di ciclabilità
Tra i fattori che influenzano la ciclabilità si trovano:

### Sicurezza
La sicurezza delle piste ciclabili è un requisito per una buona ciclabilità:
- Le piste più sicure sono quelle separate dal traffico motorizzato (piste ciclabili), seguite dalle strade dove i ciclisti hanno la priorità e, infine, le strade dove le biciclette circolano insieme ai veicoli a motore a più corsie per senso di marcia.
- La larghezza delle piste ciclabili deve essere sufficiente affinché due biciclette possano incrociarsi o sorpassarsi in sicurezza.
- La visibilità della pista deve consentire di prevedere eventuali frenate e intersezioni, evitando curve ad angoli retti.
- Le intersezioni devono essere ben segnalate sia per i ciclisti che per il traffico motorizzato.
- Le piste devono evitare ostacoli come lampioni o panchine. È inoltre necessario evitare che siano richiesti trasporti a mano, ad esempio su scale, in tal caso potrebbero essere inserite rampe per biciclette.
- Il fondo deve essere liscio, con ostacoli ridotti come i cordoli, con materiali che offrano poca resistenza, che drenino e che non siano scivolosi quando piove.

### Coerenza
Una rete ciclabile coerente implica:
- Le piste ciclabili devono coprire l'intera estensione della città, in modo che la bicicletta possa essere utilizzata per raggiungere il maggior numero possibile di destinazioni. Idealmente, dovrebbe esserci una pista ciclabile a meno di 250 metri da qualsiasi punto della città.
- Devono essere connesse tra loro in modo continuo.
- Devono esistere parcheggi sicuri sia all'inizio che alla fine dei percorsi.
- Il design delle piste ciclabili deve essere uniforme, in modo che tutti i cittadini possano comprendere rapidamente l'utilizzo di quella pista, evitando conflitti.
- Le piste devono essere correttamente segnalate, compresi i destini offerti da ciascuna di esse.

### Linearità
Le biciclette sono spinte dall'esercizio fisico delle persone, quindi una rete ciclabile altamente ciclabile deve consentire spostamenti diretti senza grandi sforzi:
- I percorsi tra origine e destinazione devono poter essere percorsi in modo il più lineare possibile, senza la necessità di grandi deviazioni.
- Le piste ciclabili devono percorrere le strade principali, poiché di solito sono quelle che ospitano la maggior parte dei negozi e dei servizi.
- Devono evitare o minimizzare le pendenze.
- Ridurre il numero di fermate come semafori o intersezioni, che richiedono uno sforzo fisico maggiore.

## Indicatori di ciclabilità
Uno dei migliori indicatori del grado di ciclabilità è la proporzione equilibrata di generi ed età che utilizzano quotidianamente la bicicletta. Le donne, i bambini e le persone anziane sono coloro che percepiscono maggiormente l'insicurezza, quindi se una città ha una bassa ciclabilità, non considereranno la bicicletta come un mezzo di trasporto abituale. Al contrario, una composizione degli utenti della bicicletta simile alla struttura demografica indicherà uno spazio altamente ciclabile.